# Gudusia
Gudusia is een geslacht van straalvinnige vissen uit de familie van de haringen (Clupeidae).

## Soorten
- Gudusia chapra (Hamilton, 1822)
- Gudusia variegata (Day, 1870)